# 계수 정렬
계수 정렬 또는 카운팅 소트(counting sort)는 컴퓨터 과학에서 정렬 알고리즘의 하나로서, 작은 양의 정수들인 키에 따라 객체를 수집하는 것, 즉 정수 정렬 알고리즘의 하나이다. 구별되는 키 값들을 소유하는 객체의 수를 계수하고 출력 시퀀스에 각 키 값의 위치를 결정하기 위한 해당 계수에 전위합을 적용함으로써 동작한다. 실행 시간은 항목의 수, 그리고 최대 키 값과 최소 키 값의 차이에 선형적이므로 키의 다양성이 항목의 수보다 상당히 크지 않은 상황에서 직접 사용하는 데에만 적절하다. 더 큰 키들을 더 효율적으로 처리할 수 있는 다른 정렬 알고리즘인 기수 정렬의 서브루틴에 종종 사용된다.
계수 정렬은 비교 정렬이 아니다.

## 의사코드
의사코드(pseudocode)에서 알고리즘은 다음과 같이 나타낼 수 있다:
```
function
 CountingSort(input, 
k
)
```

```
    count ← array of 
k
 + 1 zeros
    output ← array of same length as input
```

```
    
for
 
i
 = 0 
to
 length(input) - 1 
do

        
j
 = key(input[
i
])
        count[
j
] += 1
```

```
    
for
 
i
 = 1 
to
 
k
 
do

        count[
i
] += count[
i
 - 1]
```

```
    
for
 
i
 = length(input) - 1 
downto
 0 
do

        
j
 = key(input[
i
])
        count[
j
] -= 1
        output[count[
j
]] = input[
i
]
```

```
    
return
 output
```